# Römischer Senat

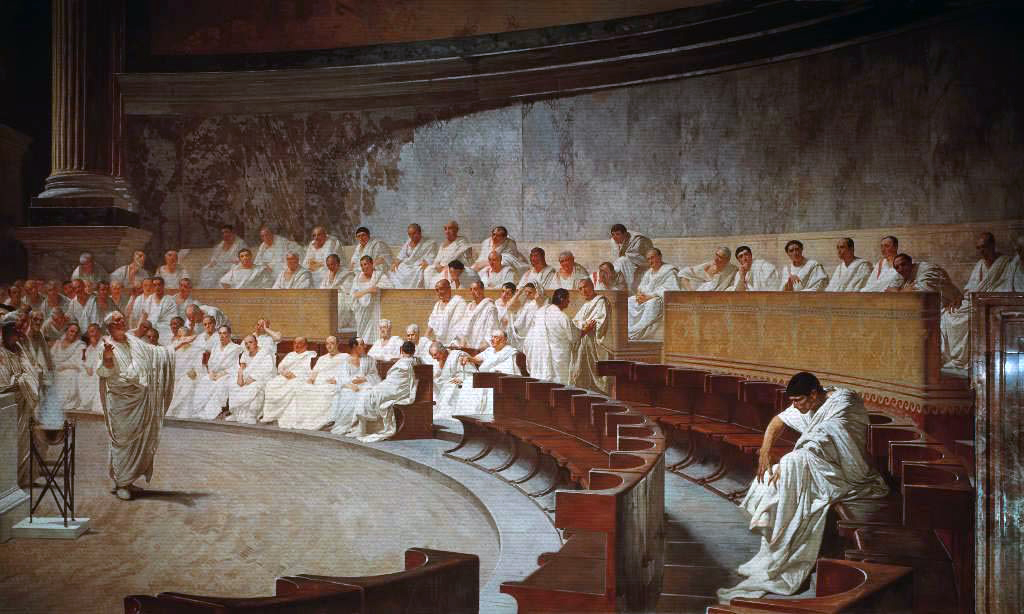
Darstellung einer Senatssitzung in fiktiver Umgebung: Cicero greift den rechts isoliert sitzenden Catilina an (Fresko Cesare Maccaris aus dem Jahr 1889).

Der römische Senat (lateinisch Senātus Rōmānus, lateinisch senatus, abgeleitet von senex „alter Mann, Ältester“) war bis zum Ende der Republik die wichtigste Institution des römischen Staates. Die Mitgliedschaft im Senat war im Wesentlichen den ehemaligen Magistraten vorbehalten. Dadurch versammelten sich im Senat die – durch Reichtum, Familienbeziehungen oder Ruf (nicht aber Amt) – mächtigsten Männer Roms, was wiederum die Bedeutung des Senats begründete. Denn obwohl seine Beschlüsse nie rechtlich bindend waren, sondern nur Empfehlungen darstellten, bestimmte er bis in die Zeit des Augustus und in Ausnahmesituationen auch noch danach, im Prinzipat und der Römischen Kaiserzeit, die römische Politik. Der Senat bestand bis in die ausgehende Spätantike.

## Geschichte des römischen Senats

### Der Senat in der Königszeit
Die Informationen über den Senat in der Zeit, als Rom angeblich noch von Königen beherrscht wurde, sind spärlich gesät; alle Quellen stammen aus viel späterer Zeit, und vieles ist daher unter Althistorikern sehr umstritten. Mitunter wird sogar bezweifelt, dass er damals überhaupt schon existierte. Vermutlich entsprach das Gremium damals noch einem Kronrat, der den König in dessen Politik beriet, selbst aber keine Handlungsmöglichkeit besaß; denkbar ist aber auch, dass es sich um eine Versammlung der Häupter der großen Familien handelte, die zumindest teilweise grundsätzlich in Opposition zum König standen. Die Behauptung vieler späterer antiker Autoren, dass der legendäre Stadtgründer Romulus den ersten Senat einberufen habe, muss ebenso wie die Existenz von Romulus selbst bezweifelt werden; auch die Historizität der übrigen römischen Könige ist umstritten. Sollte es nie ein regelrechtes Königtum in Rom gegeben haben, so kann der frühe Senat natürlich kein Kronrat gewesen sein.
Fest steht: Die Einrichtung eines Rates war für die meisten antiken Stadtstaaten typisch – auch Athen, Sparta, Karthago und zahlreiche weitere Gemeinwesen kannten vergleichbare Gremien; das Vorhandensein einer Monarchie war demnach keine Voraussetzung für die Existenz eines Rates. Der frühe römische Senat, der anfangs kaum mehr als 100 Mitglieder besessen haben dürfte, setzte sich laut Cicero (der viel später lebte) aus senes, also älteren und erfahrenen Männern, sowie vor allem aus den patres, den Oberhäuptern angesehener römischer Familien, zusammen. Daher kommt auch die Bezeichnung als senatus, also als „Rat der Ältesten“ oder „Ältestenrat“. Zusätzlich zu der Beratungsfunktion stellten die Senatoren auch den interrex, den obersten Verwalter für die Zeit zwischen dem Tode des früheren und der Wahl eines neuen Königs.
Daneben waren die Aufgaben des Senats mutmaßlich größtenteils sakraler Natur. Erst etwa unter König Tarquinius Priscus, der den Senat angeblich um hundert Mitglieder erweiterte, soll er diese Funktion unter griechischem Einfluss allmählich aufgegeben haben; wie alle Überlieferungen über die römische Frühzeit könnte aber auch dies eine spätere Konstruktion sein.

### Der Senat in der Republik

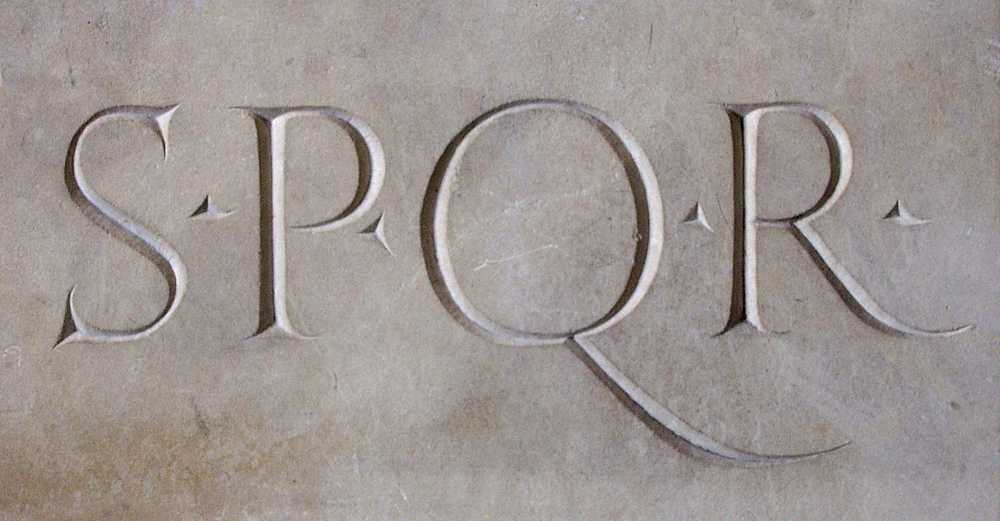
S.P.Q.R. senatus populusque romanus

Nach Ende der Königszeit übernahm der Senat eine Rolle im Gesetzgebungsprozess und in der Regierung im noch kleinen Rom. Im System der Magistrate, das sich bald herauskristallisierte, war der Senat die einzige Institution, die wirklich von Dauer war – schließlich wurden die Beamten jährlich neu gewählt. Äußerliche Zeichen für die höheren, sogenannten kurulischen Magistrate unter den Senatoren – kurulische Ädile, Praetoren, Konsuln – waren ab dem späten 2. Jahrhundert v. Chr. ein breiter Purpurstreifen (latus clavus) auf der Toga, den hingegen alle Senatoren auf der Tunika zu tragen berechtigt waren, und ein goldener Siegelring (symbolum).
Nach Mary Beard und anderen entstanden die die römische Republik konstituierenden Institutionen und Administrationen nicht schlagartig, sondern allmählich. Die Auseinandersetzungen zwischen den Patriziern, die versuchten, einen exklusiven Erbadel zu bilden, und den Plebejern hatten bereits im 5. Jahrhundert v. Chr. Form angenommen; es ging um Themen wie Macht und deren Missbrauch, Teilhabe und Ausgrenzung. So organisierten angeblich ab dem Jahr 496 v. Chr. Gruppen von Plebejern mehrere Massenauszüge aus der Stadt Rom, um für mehr Rechte zu kämpfen. Sie nutzten hierfür den Ausmarsch des einfachen Volkes aus der Stadt, die secessio plebis. In der Folge kam es zu Veränderungen der Machtstrukturen zwischen Patriziern und Plebejern. Die erste Veränderung brachte den Plebejern im Jahre 494 v. Chr. die Ernennung offizieller Interessenvertreter, der Volkstribunen (tribuni plebis), gefolgt von einer eigenen Volksversammlung (concilium plebis). Sie waren in „Stimmblöcken“ organisiert, deren Organisationsgrundlage die geographische Zuordnung der Wähler zur Tribus, dem Wahlbezirk innerhalb der römischen Territoriums bestand. So erhielten Plebejer Zutritt zu hohen Ämtern der staatlichen Institutionen und durften den cursus honorum durchlaufen. Über die Zeit, etwa zwischen 494 und 287 v. Chr., erkämpften sich die Plebejer weiteren Zugang zu höheren Staats- und Priesterämtern. Als Ergebnis bestanden nun das Einspruchsrecht im Senat durch Volkstribunen, die Aufhebung des Heiratsverbotes zwischen Patriziern und Plebejern, der Zugang zu allen Staatsämtern und das Zwölftafelgesetz. Das Zwölftafelgesetz, das in einer partiell rekonstruierten Fassung vorliegt, behandelt und regelt überwiegend häusliche Probleme mit einem Schwerpunkt auf Familie, Nachbarschaft, Eigentum und den Folgen des Todes eines Bürgers und war letztlich in seiner verschriftlichten Form die judikative Konsequenz aus den Ständekämpfen. Mit der Abschaffung der Schuldknechtschaft im Jahre 326 v. Chr. war die Freiheit eines römischen Bürgers zu einem unveräußerlichen Gut geworden. Im Jahre 367 v. Chr. konnten die Plebejer paritätisch auch ein Konsulat innehaben, um dann ab dem Jahre 342 v. Chr. sogar beide Konsuln zu stellen. Obgleich die antike römische Geschichtsschreibung die Entstehung des Senats in die Ursprünge der römischen Geschichte zurückdatiert, sprechen viele Fakten dafür, dass der Senat als permanentes Gremium, mit auf Lebenszeit bestimmten Mitgliedern, erst um die Mitte des 4. Jahrhunderts v. Chr. entstand, als sich die Nobilität als neue Aristokratie ausbildete. Das abschließende Ende der Ständekämpfe und den Beginn der Mittleren Republik markierte die Lex Hortensia aus dem Jahre 287 v. Chr., durch welche die Beschlüsse des concilium plebis allgemeine Gesetzeskraft erhielten.

#### Zusammensetzung
Die Zusammensetzung des Senats wurde durch das Erstellen der Senatsliste festgelegt (lectio senatus), eine Aufgabe, die für den größten Abschnitt der römischen Republik in den Verantwortungsbereich des obersten Magistrats fiel, zunächst des praetor maximus und bis 313 v. Chr. der Konsuln, dann der beiden Zensoren. Jedoch durften diese nicht willkürlich Senatoren ernennen, sondern waren an die überlieferten Sitten (mores) der Republik gebunden. Diese besagten vor allem, dass ein Angehöriger des Senats zumindest einen Teil des cursus honorum, der traditionellen Ämterlaufbahn, absolviert haben sollte. Damit ein Senatsbeschluss möglich und gültig war, mussten mindestens hundert Senatoren anwesend sein – ein Zeichen dafür, dass viele Mitglieder selten und nur zu wichtigen Anlässen die curia betraten. Bis das Quorum erreicht war, versammelten sich die Senatoren an einem senaculum genannten Ort.
Die Eintrittsschwelle wurde im Laufe der Jahrhunderte immer weiter gesenkt. Hatten zunächst nur ehemalige Prätoren und Konsuln – einzig diese Ämter waren mit einem imperium, also militärischer Kommandogewalt, ausgestattet – einen Anspruch darauf, in den Senat aufgenommen zu werden, galt dies seit Ende des 3. Jahrhunderts v. Chr. auch für die kurulischen Ädile, seit dem 2. Jahrhundert v. Chr. für die Volkstribunen und plebejischen Ädile und seit 81 v. Chr. schon für die Quästoren. Die gewesenen Konsuln – in der Regel um die 30 Personen – dominierten das Gremium, besaßen den höchsten Status (gradus dignitatis) und genossen das größte Ansehen (auctoritas); sie und ihre direkten Nachkommen bildeten den Kern der Nobilität. Der angesehenste Konsular war der princeps senatus, dieser wurde stets als erster um seine Meinung gebeten.
Über zwei Drittel der Senatoren erreichten dagegen nicht einmal die Prätur, ihre Meinung hatte daher normalerweise wenig Gewicht. Da die Erstellung der Senatsliste in der hohen Republik während der Zensur, also in der Regel nur alle fünf Jahre, erfolgte, mussten ehemalige Amtsinhaber zumeist einige Jahre warten, bis sie offiziell Senatoren wurden (qui in senatu sunt). In der Zwischenzeit besaßen sie einen Sonderstatus und durften im Senat ihre Meinung kundgeben (quibus in senatu sententiam dicere licet). Es konnten aber ausnahmsweise auch einzelne Personen in den Senat aufgenommen werden, weil sie dem verantwortlichen Magistrat dessen würdig erschienen (optimus quisque), auch wenn sie noch kein öffentliches Amt bekleidet hatten. Umgekehrt konnten ehemalige Amtsträger, denen nach der Tradition ein Sitz im Senat zugestanden hätte, übergangen werden, wenn sie als unwürdig empfunden wurden. Erst seit den Reformen Sullas in der späten Republik traten die Beamten nach Ablauf ihrer Amtszeit – also seit der zeitgleichen Festschreibung des cursus honorum normalerweise nach der Quästur – automatisch und sofort in den Senat ein. Damit entfiel ab 81 v. Chr. die Rolle der Zensoren bei der Zusammenstellung der Senatsliste (allerdings konnte ein Zensor nach wie vor „unwürdige“ Senatoren ausschließen).
Im 3. Jahrhundert v. Chr. hatte der Senat bereits rund 300 Mitglieder. Nach der Schlacht von Cannae (216 v. Chr.), in der zahlreiche Senatoren fielen, wurde das Gremium in einem Schub mit Mitgliedern aufgefüllt, von denen viele sonst wohl keine Chance auf Zugang zum Senat gehabt hätten. Unter Sulla kamen weitere Mitglieder hinzu, womit die Anzahl des Gremiums auf 500 bis 600 anstieg. Später erhöhte Gaius Iulius Caesar die Anzahl zeitweilig noch einmal auf rund 900 Mitglieder.

#### Funktion und Bedeutung
Seit den sogenannten Ständekämpfen des 4. Jahrhunderts v. Chr. war es auch den Plebejern erlaubt, Ämter zu übernehmen und anschließend in den Senat einzutreten. Bis ins 3. Jahrhundert n. Chr. war der Senat seither stets fest in der Hand der Nobilität, zu der neben den Patriziern (patres) auch jene plebejischen Familien gehörten, die es bis zum Konsulat gebracht hatten: Aus Patriziern und aufgestiegenen reichen Plebejern bildete sich eine Gruppe von recht wenigen Familien, die über Jahrhunderte den Staat kontrollierten. Zwar wurde die offizielle Anrede für die Senatoren nach den Ständekämpfen auf patres conscripti („Väter und (neu) Eingetragene (Plebejer)“, möglicherweise auch „eingetragene Väter“) erweitert, doch die scharfe Kontrolle über den Zugang zum Senat machte es einem Aufsteiger schwer, Senator zu werden, und fast unmöglich, als homo novus bis zum Konsulat aufzusteigen. Da Senatoren seit der lex Claudia de nave senatorum von 218 v. Chr. die Ausübung von Handelsgeschäften, die über die Vermarktung der eigenen landwirtschaftlichen Erzeugnisse hinaus gingen, sowie das Betreiben eines Gewerbes verboten war, waren Senatoren ganz überwiegend Großgrundbesitzer, in der späten Republik Besitzer von Latifundien.
In Anbetracht der langen Tradition, die der Senat innehatte, fiel ihm die Rolle des kontrollierenden und leitenden Gremiums zu, obwohl diese eigentlichen Gewohnheitsrechte niemals gesetzlich verankert wurden (auctoritas senatus). In den Jahrhunderten der Republik bestimmte der Senat die Richtlinien der Politik. Er prägte die Außenpolitik, da er auswärtige Gesandte empfing und seinerseits Gesandtschaften aussandte (über Krieg und Frieden allerdings entschied das Volk), hatte durch Vorberatung entscheidenden Einfluss auf die Gesetzgebung, vergab anfangs wohl bestimmte Magistraturen, konnte Beamte unter bestimmten Umständen auch absetzen und verwaltete vor allem die Staatsfinanzen: Früh waren viele dieser Entscheidungen und die Gesetzgebung zwar den Volksversammlungen übertragen worden, doch entschieden diese im Normalfall nur über Vorlagen, die der Senat zuvor diskutiert und akzeptiert hatte. Verbunden mit der altehrwürdigen Tradition machten diese wichtigen Aufgaben den Senat klar zum Herzen des Staates. Den Senat nicht zu respektieren, hieß für einen einfachen Römer, den Staat nicht zu respektieren. Diese Verbundenheit schlug sich auch in der vielmals beschworenen Formel S.P.Q.R., senatus populusque romanus („Senat und Volk von Rom“), nieder. Da im Senat die soziale, militärische und politische Elite Roms versammelt war, die sich nach allgemeiner Ansicht durch Leistungen für die res publica legitimiert hatte, genossen sowohl einzelne Senatoren als auch das Gremium als Ganzheit ein enormes Prestige, so dass sich die Masse der römischen Bürger dem Senat normalerweise nicht widersetzte, sofern dieser nach außen geschlossen auftrat.

„Der Senat konnte prinzipiell über jeden die res publica betreffenden Zuständigkeiten Gegenstand beraten, doch seine Domäne bildeten die Kriegs-, Herrschafts- und Außenpolitik im weitesten Sinn, mithin die Kernbereiche gemeindlichen Handelns. Dabei blieb die Arbeitsteilung in Kraft: Hinter dem ‚Ratschlag‘ des Senats standen die geballte soziale Autorität und die geschichtliche wie praktische Erfahrung der regierenden Aristokratie, aber allein der Magistrat bündelte in sich die ganze Durchsetzungsmacht der res publica, die in Volksbeschlüssen, zum Beispiel über Krieg und Frieden, bekräftigt werden konnte. Jedenfalls stellte das Verhältnis zwischen Senat und Magistratur ‚einen, vielleicht den eigentlichen Kern der römischen Verfassungsordnung‘ dar (J. Bleicken).“

Vor dem Beginn des Prinzipats (siehe unten) bildeten die Senatoren keinen eigenen Stand, sondern bis zu seinem Eintritt in den Senat gehörte auch ein nobilis formal dem Ritterstand, den equites, an. Die Senatorenwürde war also vor Augustus nicht erblich. Die Geldmittel für den cursus honorum standen in der Regel aber nur Mitgliedern der Nobilität oder anderer reicher römischer Ritterfamilien (wie etwa im Fall Cicero) zur Verfügung: Der Wahlkampf war sehr kostspielig, das Amt unbezahlt. Dennoch war es ehrgeizigen Männern (meist mit Unterstützung durch reiche Förderer) durchaus möglich, die niedrigen senatorischen Ämter zu bekleiden und als ehemalige Quästoren oder Volkstribune auf den hinteren Bänken des Senats Platz zu nehmen. Selbst die Prätur war für solche Männer mitunter erreichbar, Konsul wurden sie aber nur in Ausnahmefällen (zum Beispiel Gaius Marius und Cicero). Gelang es ihnen doch, war dies faktisch gleichbedeutend mit der Aufnahme ihrer Familie in die Nobilität.
Auch untereinander hatten die Senatoren eine eigene Hierarchie, die sich an der Herkunft (so hatten die Patrizier beispielsweise gegenüber den Plebejern anfangs ein erweitertes Stimmrecht), dem zuvor ausgeübten Amt und dem Alter orientierte: Der älteste ehemalige Konsul (bzw. derjenige, der am häufigsten Konsul gewesen war, oder der älteste gewesene Zensor) war demnach prinzipiell der angesehenste Senator, doch konnte der jeweilige Vorsitzende hier eigene Akzente setzen. Zusätzlich wurde derjenige Senator, der sich bei einer Senatstagung als erstes in die Liste eintragen und als erster sein Votum abgeben durfte, princeps senatus („Erster des Senats“) oder auch caput Senatus („Haupt des Senats“) genannt. Den Vorsitz der Tagung jedoch führte stets der Beamte, der den Senat einberufen hatte. Das Recht dazu hatten die Konsuln, die Prätoren und nach den Standeskämpfen auch die Volkstribunen. Zu beachten ist, dass es bereits vor der Endphase der Republik durchaus Phasen gab, in der sowohl die Hierarchie innerhalb des Senates als auch die Dominanz des Senats innerhalb des Staatswesens massiv in Frage gestellt wurden.
Die Senatssitzungen mussten in geweihten Räumen innerhalb der Stadt Rom stattfinden oder maximal eine Meile außerhalb des Pomeriums, etwa wenn Promagistrate, die die Stadt nicht betreten durften, im Senat sprechen sollten. Der wichtigste Tagungsort war die Curia Hostilia am Rand des Forum Romanum, nach ihrer Zerstörung 52 v. Chr. die Curia Iulia. Daneben gab es eine Curia auch auf dem Kapitol und im Komplex des Pompeiustheaters (bekannt als Ort der Ermordung Caesars). Der Senat konnte auch im Inneren eines Tempels tagen; bekannt ist dies etwa für den Tempel des kapitolinischen Iuppiter, des Iuppiter Stator, des Castor und Pollux und des Apollo. Abstimmungen waren nur gültig, wenn sich ausschließlich Senatoren im Raum befanden.
Der Senat übte seine administrativen Aufgaben nach Gewohnheitsrecht aus. Die wenigen in Gesetze gefassten Aufgaben bestanden unter anderem in der Zuweisung bestimmter Aufgaben an die verschiedenen Feldherren im Krieg oder von Provinzen an die gewesenen Prätoren und Konsuln (allerdings konnten die entsprechenden Beschlüsse unter Umständen durch die Volksversammlung aufgehoben bzw. ersetzt werden). Auch die Finanzhoheit oblag den Senatoren. Zusätzlich war der Senat aufgrund seiner langen Tradition und der damit verbundenen Autorität Hüter von Sitte und Ordnung und Bewahrer der Traditionen. Insgesamt stand die Republik ganz im Zeichen der senatorischen Gewalt; trotz demokratischer Elemente war die Römische Republik daher nach vorherrschender Forschungsmeinung eine Aristokratie, die faktisch von der Nobilität kontrolliert wurde.
Seit Tiberius Sempronius Gracchus (133 v. Chr.) wurden die Konflikte innerhalb des Senats immer intensiver; jene Senatoren, die wie Gracchus in einen Gegensatz zur Mehrheit gerieten, wandten sich nun immer öfter an die Volksversammlung, um ihre Ziele zu erreichen. Diese popularen Politiker versuchten daher, die Autorität des Senats zu schwächen, während ihre Gegner (die Optimaten) bemüht waren, den traditionellen Vorrang des Gremiums, in dem sie die Mehrheit stellten, zu bewahren. Der populare Politiker Caesar war es, der den entscheidenden Schritt zur Entmachtung des Senats tat, indem er sich im Rahmen eines Bürgerkriegs gegen die Senatsmehrheit durchsetzte und sich zum Dictator auf Lebenszeit ernennen ließ.

### Der Senat im Kaiserreich
Nach einem Jahrhundert der römischen Bürgerkriege hatten die meisten Senatoren akzeptiert, dass die Ära der nahezu unbeschränkten Senatsherrschaft vorbei war. Der letzte Versuch, die Republik mit der Ermordung Caesars in ihrer alten Form zu erhalten, endete in einem blutigen Desaster, das für viele Senatoren tödlich ausging: In einem weiteren langen Bürgerkrieg besiegten die Caesarianer zunächst die verbliebenen Anhänger der Republik und fochten anschließend gegeneinander um die Macht. Als Caesars Adoptivsohn Oktavian nach seinem Sieg in der Schlacht bei Actium 31 v. Chr. eine Neuordnung des römischen Staatssystems durchführte, leisteten nur noch die wenigsten Senatoren ernsthaften Widerstand. Im Januar 27 v. Chr. erhielt Oktavian den Ehrennamen Augustus, weil er die Republik erneuert habe. In Wahrheit aber errichtete er eine Alleinherrschaft. Im nun folgenden System des Prinzipats, das formell die Republik zwar weiterbestehen ließ, entscheidende Vollmachten jedoch dem princeps, also dem „Ersten“ des Staates, übertrug, büßte der Senat faktisch die Entscheidungsgewalt ein. Doch zugleich bemühte sich der erste princeps bzw. Kaiser, das Ansehen der Senatoren, die erst jetzt zu einem eigenen, vererbbaren Stand (ordo senatorius) wurden, zu heben. Augustus erließ daher Sittengesetze, und die Anzahl der Senatoren wurde wieder auf 600 verringert, um die Exklusivität zu erhöhen. Die Selbstbezeichnung des Herrschers als princeps weckte daher bewusst Assoziationen mit der republikanischen Position des princeps senatus.

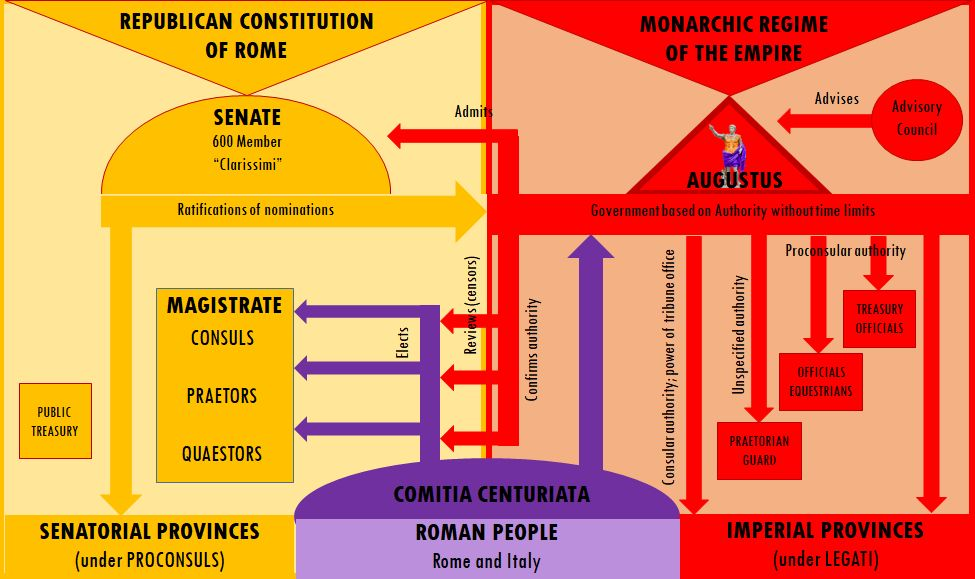
Das Prinzipat unter Augustus, politische Strukturen und Institutionen, in englischer Sprache. Als Ausdruck des Handelns der administrativen Bestimmungsgewalt (Macht) werden Personen „vorgeschlagen“, „gewählt“ (elect), „ernannt“ (admit) und in ihrem Amt „bestätigt“ (confirm) bzw. „neu bewertet“ (review).

Unter Augustus konnte der Senat, ausgeblutet und dankbar für das Ende der Bürgerkriege, ein relativ freundliches Verhältnis zu dem neuen Machthaber aufbauen. Augustus selbst trachtete stets danach, mit dem Senat äußerlich in friedlicher Koexistenz zu regieren, zumal er auf die Kooperation der Senatoren angewiesen war, wenn er das Reich verwalten wollte. Durch Ehegesetze, die verheiratete Senatoren und insbesondere Senatoren mit Kindern bevorzugten, versuchte er erfolglos, die alten senatorischen Familien zu erhalten. Bereits zu Beginn des 2. Jahrhunderts gab es unter Hadrian mit den Cornelii Dolabelae nur noch eine einzige alte Patrizierfamilie: Servius Cornelius Dolabella Metilianus Pompeius Marcellus war im Jahr 113 der letzte überlieferte Suffektkonsul altpatrizischer Abstammung. Neue gentes, die ihre Stellung allein den Kaisern verdankten, traten an die Stelle der alten republikanischen Geschlechter. Seit 14 n. Chr. lag die Wahl der Konsuln und Prätoren nicht mehr beim Volk, sondern beim Senat, der sich auf diese Weise indirekt selbst ergänzte. Der Kaiser wiederum besaß von Anfang an das Recht, auch solche Männer in den Senat aufzunehmen, die zuvor noch kein entsprechendes Amt bekleidet hatten (adlectio). Eine adlectio inter consulares, also in die höchste Rangklasse im Senat, die gewesenen Konsuln, war allerdings erst seit dem 3. Jahrhundert möglich.
Die Rivalität zwischen den einzelnen Senatoren war dabei auch in Prinzipat und Spätantike erheblich; nun allerdings äußerte sich diese nicht mehr im Wettstreit um Wählerstimmen, sondern im Buhlen um die Gunst des Kaisers, der Quelle von Ämtern und Ehrungen. Gerade in Krisenphasen, etwa in Zusammenhang mit Nachfolgestreitigkeiten oder Usurpationen, agierte der Senat dabei regelmäßig nicht geschlossen, sondern zerfiel in zwei oder mehr Parteiungen.
Immer mehr Mitglieder des Senats waren romanisierte Provinziale, die zunächst aus dem Westen des Reiches, später aus Griechenland, Kleinasien und dem Orient und im 3. Jahrhundert schließlich auch aus Illyrien und Nordafrika stammten. Am Ende des 2. Jahrhunderts stammte nur noch knapp die Hälfte der Senatoren aus Italien. Die Senatorenwürde löste sich nun mehr und mehr von der Teilnahme an den Senatssitzungen, die weiterhin zweimal monatlich in Rom stattfanden. Ehemalige Magistrate lebten als Ehrensenatoren auf Landgütern überall im Reich, die direkt dem Statthalter unterstellt waren.
Der erste Konflikt zwischen Kaiser und Senat entstand schon bei Augustus’ Tod im Jahre 14 n. Chr. Weder sein Nachfolger Tiberius noch der Senat wussten mit dieser völlig neuen Situation – sollte doch die eigentlich einzigartige Stellung des ersten princeps nun auf einen Erben übergehen – umzugehen und begegneten einander mit scharfem Misstrauen. In den ersten Jahren seiner Herrschaft kooperierte Tiberius aber dennoch recht eng mit dem Senat. Er betrachtete ihn als nicht nur beratendes, sondern demonstrativ auch als entscheidendes Gremium, und übertrug ihm früh wichtige Rechte der Volksversammlung (insbesondere die Wahl der Konsuln und Prätoren); damit stärkte er das Organ, das in Augustus’ letzten Jahren faktisch stark an Bedeutung verloren hatte, wieder. Der Prinzipat war jedoch bereits so etabliert, dass viele Senatoren sein Entgegenkommen für unangemessen und heuchlerisch hielten. Die wenigen Bereiche, in denen der Senat nun noch mit gesetzlichem Recht entscheiden durfte, waren keinesfalls für die große Politik von Bedeutung. Allein die Gesetzgebung oblag formal zunächst weiterhin dem Senat, obwohl der Kaiser faktisch auch ohne Zustimmung Recht setzen konnte (siehe Reskript). Erst im späteren 3. Jahrhundert konstatierte dann Herennius Modestinus ausdrücklich, dass eine lex zu seiner Zeit nicht mehr vom Volk, sondern von den Kaisern gemacht werde (Digesten 48 tit.14 s1).

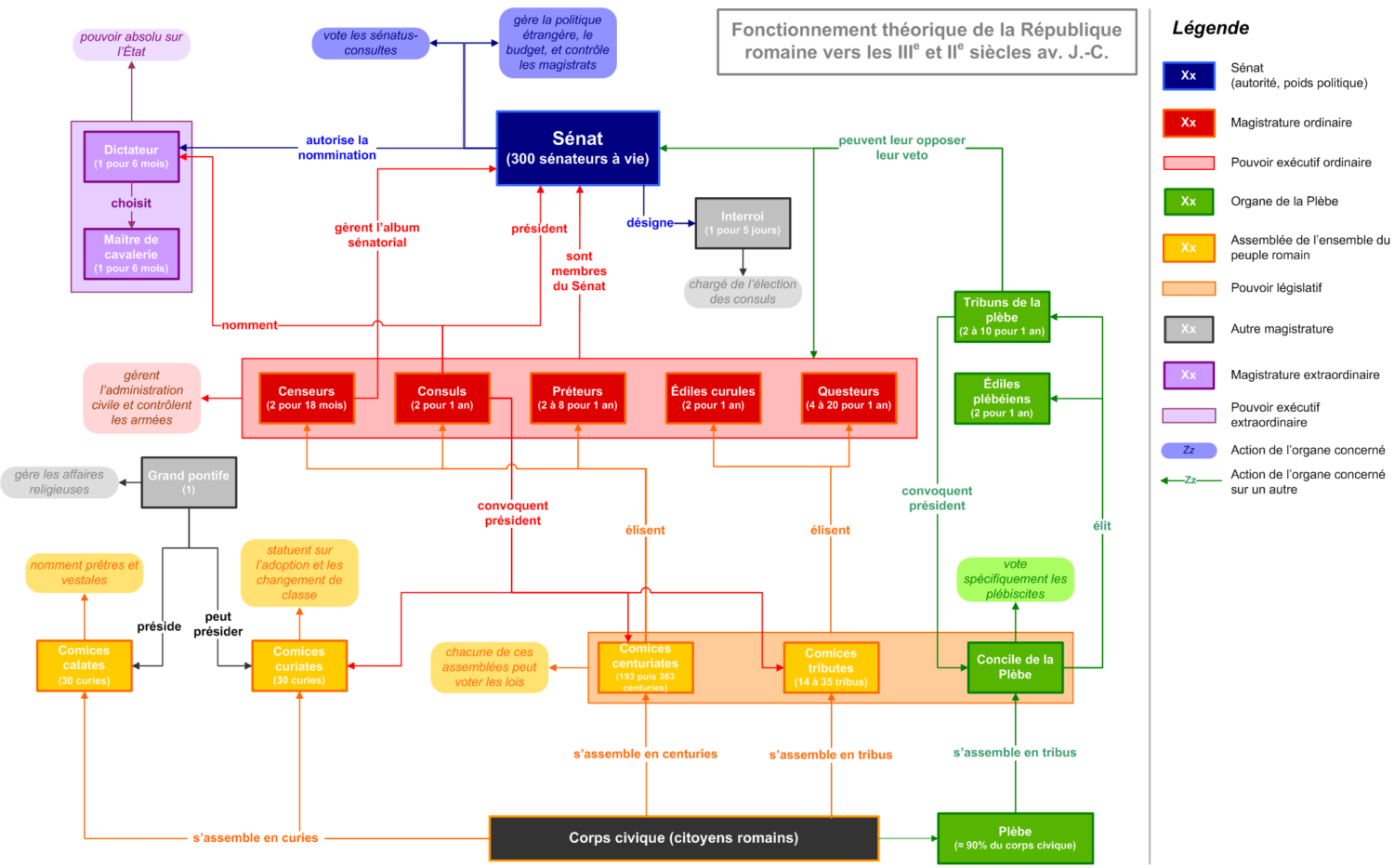
Der Römische Senat in der Zeit zwischen dem 3. Jahrhundert und 2. Jahrhundert v. Chr.; Organigramm mit französischen Bezeichnungen.

Seit Tiberius versuchte der Senat stets, das ihm weiterhin zugestandene Recht der formalen Ernennung zum Kaiser für sich zu behalten. Formal legitimiert wurde eine Kaiserherrschaft eigentlich erst durch einen entsprechenden Senatsbeschluss (wobei spätestens seit Vespasian alle Sondervollmachten durch eine einzige lex de imperio verliehen wurden), doch gab es in der römischen Geschichte genug Fälle, in denen sich neue Kaiser nicht darum scherten, sondern allein mit den sie unterstützenden Legionen im Rücken regierten und die Zustimmung des Senats schlicht erzwangen: Zum Imperator wurde man von der Armee ausgerufen, nicht von den Senatoren. Dagegen war der Senat machtlos, auch wenn er mitunter versuchte, einen Gegenpol zur ständig wachsenden Einflussnahme der Militärs darzustellen. Noch im Jahr 41, nach der Ermordung Caligulas, diskutierte man (vergeblich) die Wiedereinführung der Republik. Den Höhepunkt erreichte diese Auseinandersetzung wohl im Sechskaiserjahr 238, als der Senat nach dem Tode der beiden Gordiane, die gegen Maximinus Thrax rebelliert hatten, eigenmächtig mit Pupienus und Balbinus gleich zwei neue Kaiser einsetzte – ein einzigartiger Vorgang. Nur 99 Tage später wurden die beiden zerstrittenen Herrscher, hinter denen unterschiedliche Gruppierungen im Senat standen, aber von den Soldaten der Prätorianergarde ermordet, was die realen Machtverhältnisse illustrierte. Manche Senatoren artikulierten die Interessen ihres Standes (und bisweilen ihre Ablehnung bestimmter Kaiser) durch die Abfassung von Geschichtswerken, in denen ein deutlich pro-senatorischer Standpunkt vertreten wurde (siehe Senatorische Geschichtsschreibung).
Der Einfluss des Senats hing im Prinzipat stark vom jeweiligen Kaiser ab. Suchten in den ersten drei Jahrhunderten des Kaiserreichs noch viele Herrscher (wie beispielsweise Vespasian oder auch Trajan und Severus Alexander), demonstrativ im Einvernehmen mit dem Gremium zu herrschen, wurde der Senat vor allem ab dem 3. Jahrhundert, in der Zeit der Soldatenkaiser, mehr und mehr marginal. Seit den späten 260er Jahren verzichteten die Kaiser in aller Regel darauf, den Senat um eine formale Bestätigung ihrer Herrschaft zu bitten – diese war überflüssig geworden. Dies hing auch damit zusammen, dass Kaiser Gallienus um 260 die Senatoren vom Militärdienst ausgeschlossen hatte: Waren die Kaiser seit Augustus zunächst lange auf die Mitarbeit der Senatoren in Militär und Verwaltung angewiesen gewesen, so gelangte diese Phase nun an ihr Ende, und damit sank auch die Bedeutung des Senats weiter ab. Seit dieser Zeit der Reichskrise des 3. Jahrhunderts war es zudem nicht mehr nötig, Senator zu sein, um Kaiser werden zu können.

### Der Senat in der Spätantike

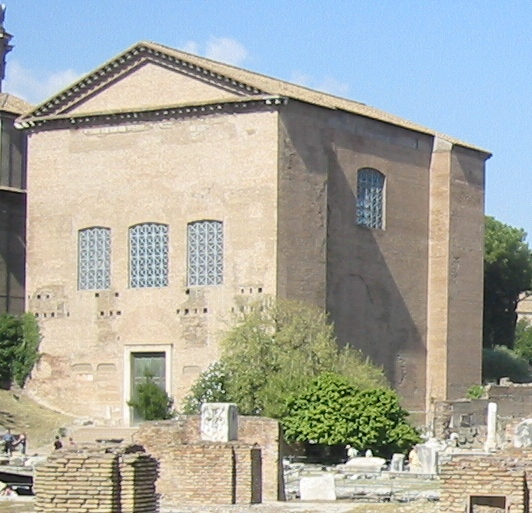
Die Curia Iulia auf dem Forum Romanum

Diokletian gab der Senatscuria ihre heute erhaltene Gestalt. Da sich die meisten Kaiser in der Spätantike – spätestens seit 312 – kaum noch für längere Zeit in Rom aufhielten, konnte der Senat bisweilen zwar wieder größere politische Freiräume nutzen, seinen Bedeutungsverlust insgesamt aber nicht aufhalten. Zu Beginn des 4. Jahrhunderts verlor er auch die letzten Reste an realer Macht. Übrig blieb nur das Privileg, über Standesgenossen zu richten, wenn diese des Hochverrats angeklagt waren. Die Kaiser bedurften nicht mehr der Anerkennung durch den Senat, und das Gesetzgebungsrecht bestand zwar de jure weiter, wurde aber nicht mehr wahrgenommen. Konstantin der Große ließ sich während der Bürgerkriege vom Senat in den Rang eines senior Augustus erheben, um gegenüber seinen Rivalen an Prestige zu gewinnen, doch blieb dies eine Ausnahme. Nur noch vereinzelt bot die Versammlung zumindest eine Bühne für politische Entscheidungen, etwa bei der Verkündung des Codex Theodosianus 438.
Da viele bis dahin ritterliche Ämter nun mit senatorischem Rang verbunden wurden, verlor auch die Zugehörigkeit zum ordo senatorius an Exklusivität. Dennoch genossen die Senatoren weiterhin ein enormes Sozialprestige und sahen sich als den „besseren Teil der Menschheit“ (pars melior generis humani, Symm. epist. 1,52). Viele Senatoren waren äußerst konservativ und stützten ihren Anspruch auf sozialen Vorrang auf die große Vergangenheit Roms. Entsprechend zurückhaltend reagierten sie auf Neuerungen. Mindestens bis zur Niederschlagung der Usurpation des Eugenius 394 war der Senat daher ein Hort der paganen Traditionen. Wenn auch im Verlauf des 4. Jahrhunderts immer mehr Christen dem Senat angehörten, wie etwa der extrem einflussreiche Sextus Petronius Probus, so stellten die heidnischen Senatoren doch noch eine beträchtliche Oppositionsgruppe gegen die Christianisierung dar, wie sich letztmalig im Streit um den Victoriaaltar zeigte. Die bekanntesten Vertreter dieser Gruppe waren am Ende des 4. Jahrhunderts Quintus Aurelius Symmachus, Virius Nicomachus Flavianus und Vettius Agorius Praetextatus. Nach dem gewaltsamen Ende des Eugenius verschwanden die heidnischen Traditionalisten aber bald in der Bedeutungslosigkeit; kaum einer ergriff jedenfalls noch öffentlich Partei für die alten Götterkulte, die unter Theodosius I. verboten worden waren.
Auch nach der so genannten Reichsteilung von 395 behielt der westliche Senat sein Prestige, doch seit Konstantin saß auch in Konstantinopel ein Senat, der seit Constantius II. die gleichen Privilegien besaß wie der weströmische. Allerdings waren die oströmischen Senatoren offenbar nie so überaus wohlhabend wie ihre italischen „Kollegen“. Der Senat galt weiterhin als die Verkörperung der Größe Roms. Einige mächtige senatorische Geschlechter wie die Anicier waren in beiden Reichshälften präsent und bildeten damit ein verbindendes Glied. In Ost und West unterteilten sich die Senatoren in die Rangklassen der clarissimi, spectabiles und illustres; als ihre Zahl um 430 zu groß geworden war, nahm man den clarissimi und spectabiles das Recht zur Teilnahme an Senatssitzungen. Damit wurde der Senat faktisch zu einer Versammlung der höchsten aktiven und ehemaligen kaiserlichen Beamten, er zählte fortan kaum mehr als 100 tatsächliche Mitglieder und repräsentierte erneut die weltliche Reichselite. Theodosius II. und Valentinian III. verfügten 446 zudem, dass der Senat fortan wieder über jedes neue Gesetz zu beraten habe, was die gestiegene Bedeutung des Gremiums im Osten unterstrich. Sehr vereinzelt wurden Senatoren nun sogar wieder als militärische Befehlshaber eingesetzt, so etwa 528 unter Kaiser Justinian.
Das Ende des weströmischen Kaisertums 476 bedeutete nicht das Ende des Senats in Rom. Vielmehr bestand er noch das ganze 6. Jahrhundert hindurch weiter. Seine Bedeutung unter den germanischen Nachfolgeherrschern der Kaiser ist unklar, aber offenbar kooperierte er mit den neuen Herren. Noch unter Odoaker oder Theoderich wurden die Privilegien der Senatoren bestätigt, man prägte Münzen mit der Legende SC (senatus consultum), und es wurden weiterhin jährlich zwei Konsuln ernannt – je einer im Osten und einer in Italien. Wie erhaltene Inschriften beweisen, wurden die bevorzugten Sitze für die Senatoren im Kolosseum um 500 noch einmal erneuert. Das gewaltige Vermögen einiger senatorischer Geschlechter blieb zunächst bestehen, und der letzte überlieferte Senatsbeschluss ist für das Jahr 533 belegt.
Nach 534 – im folgenden Jahr begann der Angriff der oströmischen Truppen auf das Ostgotenreich – ist für den Westen dann kein Konsul mehr aufgelistet. Der Senat bestand zwar weiter, doch ruinierte der lange Gotenkrieg die westlichen Senatoren. Als Kaiser Justinian dann nach seinem Sieg 554 fast alle senatorischen Ämter Italiens bis auf die Stadtpräfektur abschaffte, um das Land direkt von Konstantinopel aus zu regieren, sank die Bedeutung des weströmischen Senates noch einmal rapide, und mit dem Einfall der Langobarden 568 war sein Schicksal endgültig besiegelt. Die letzte sicher bezeugte Aktion bestand in der Entsendung zweier Gesandtschaften nach Konstantinopel: 578 gratulierte der patricius Pamphronius dem neuen Kaiser Tiberios I. zu seiner Thronbesteigung und überbrachte diesem 3000 Pfund Gold im Namen des Senats. Doch seine Bitte um kaiserliche Hilfe gegen die Langobarden blieb wirkungslos, und auch eine zweite Gesandtschaft im Jahr 580 hatte keinen nennenswerten Erfolg zu verzeichnen, da Tiberios seine Aufmerksamkeit auf andere Fronten richten musste. Noch bei der Erhebung von Papst Gregor dem Großen 590 hat der Senat vielleicht noch einmal eine kleine Rolle gespielt. Zwar sprach ebendieser Gregor dann 593 in einer Predigt davon, es gebe keinen Senat mehr (Senatus deest, or. 18); doch erwähnt er selbst das Gremium noch ein letztes Mal, als römischer Klerus und Senat am 25. April 603 in Rom den Bildern des neuen Kaisers Phokas und der Kaiserin Leontia akklamierten.
Seit 542 gab es auch in Konstantinopel keinen (nicht-kaiserlichen) Konsul mehr, der Byzantinische Senat bestand jedoch noch bis zum Ende des Byzantinischen Reiches weiter. Allerdings verschwand die oströmische Senatsaristokratie nach der Mitte des 7. Jahrhunderts: Sie wurde während der Abwehrkämpfe gegen die Araber durch neue, aufgestiegene Familien ersetzt, die nicht mehr über das alte Standesbewusstsein oder über die klassische Bildung (paideia) verfügten, die für die antiken Senatoren typisch gewesen waren. Der Senat der mittel- und spätbyzantinischen Ära erinnerte daher nur noch entfernt an jenen der Antike.
Eine Besonderheit im Westen stellte der gallorömische Senatsadel dar.

## Senatorische Sonderbefugnisse und Geschäftsordnung

### Der Senatsbeschluss
Der Senatsbeschluss (das senatus consultum, abgekürzt SC), gelegentlich auch als decretum oder sententia bezeichnet, war eine Anweisung, die der Senat nach erfolgter nichtöffentlicher Diskussion und Abstimmung einem Beamten erteilte. Theoretisch gesehen war ein solcher Beschluss (oder wörtlich: „Ratschlag“) nicht bindend, in den Tagen der Republik wagte es jedoch kaum jemand, sich einem solchen „Rat“ zu widersetzen, da dies eine Auflehnung gegen den expliziten Mehrheitswillen der Nobilität und damit in aller Regel das Karriereende bedeutet hätte.
Nach der Abstimmung wurde der Senatsbeschluss niedergeschrieben und im Saturntempel, in dem auch der Staatsschatz ruhte, archiviert. Weniger wichtige Schriftstücke, beispielsweise Protokolle, nicht sonderlich wichtige Reden und so weiter, wurden im Tabularium, einem 78 v. Chr. erbauten Staatsarchiv, aufbewahrt. Zudem waren die Senatoren verpflichtet, ihre Beschlüsse zu veröffentlichen. Seit Caesar wurden die Beschlusslisten auf dem Forum Romanum für die gesamte Öffentlichkeit ausgehängt.
Bisweilen kam es vor, dass einem Senatsbeschluss verfassungsmäßige Hindernisse in den Weg gelegt wurden. So konnte es zum Beispiel vorkommen, dass ein Volkstribun sein Veto einlegte oder dass religiöse Bedenken bzw. Vorwände vorgebracht wurden. In diesem Fall wurde das Abstimmungsergebnis von einem senatus consultum zu einer senatus auctoritas, also einer Willensabsicht des Senats, herabgestuft und musste erneut zur Abstimmung vorgelegt werden. Grundsätzlich durften während einer Abstimmung ausschließlich Senatoren anwesend sein.
Seit 133 v. Chr. existierte zusätzlich ein so genanntes senatus consultum ultimum, also ein außerordentlicher Senatsbeschluss, der bestimmten Beamten für eine gewisse Zeitdauer außerordentliche Rechte verlieh. Mit dieser Maßnahme sollte die Notwendigkeit der Ernennung eines Diktators möglichst selten vorkommen. In der Regel bestand diese Handlung darin, den beiden Konsuln für ihre einjährige Amtszeit uneingeschränkte Macht zu verleihen, um die angeblichen Feinde (hostes) des Staates mit allen Mitteln zu bekämpfen (Rechtsformel videant consules, ne quid res publica detrimenti capiat – „mögen die Konsuln darauf schauen, dass das Gemeinwesen keinerlei Schaden nehme“). Die Rechtmäßigkeit dieses Instrumentes, mit dem sich der Senat in der späten Republik offen als die oberste Entscheidungsinstanz präsentierte (während dies ja theoretisch die diversen Volksversammlungen sein sollten), war allerdings stets sehr umstritten. Dies galt auch für den Umstand, dass sich der Senat in der Bürgerkriegszeit zunehmend anmaßte, eigenständig Männer in seine Reihen aufzunehmen, die zuvor noch gar nicht vom Volk in ein Amt gewählt worden waren.
Mitte des ersten Jahrhunderts erging das senatus consultum Velleianum, das Interzessionen durch Frauen regelte und bis in die Neuzeit relevant blieb. Während der Kaiserzeit kamen unabhängig vom Kaiser eingebrachte Gesetzesabstimmungen jedoch immer seltener vor; der späteste bekannte Fall dieser Art lag vor, als (wohl) 178 mit dem senatus consultum Orfitianum per Gesetz das Vererbungsrecht im Falle des Todes einer Frau zugunsten ihrer Kinder neu geregelt wurde. Dessen ungeachtet fasste der Senat auch in den folgenden Jahrhunderten weiter Beschlüsse: Das letzte bezeugte senatus consultum stammt aus dem Jahr 533.

### Rechtsprechung im Senat
Als Gegenmaßnahme zur schwindenden Macht des Senats unter den Kaisern wurde ab 4 v. Chr. dem Senat das Recht zugebilligt, in Fällen von repetundae (Prozess gegen einen Provinzstatthalter wegen illegaler Gelderaneignung) sowie maiestas (Hochverrat) in entsprechenden Ausschüssen Recht zu sprechen. Mit dem ersten Fall dieser Art unter Augustus entwickelte sich so ein Gewohnheitsrecht.
Ein Prozess de repetundis (also über Rückforderung illegal erlangter Gelder) kam sehr häufig vor, da die Statthalter einer Provinz praktisch durch keinerlei Gesetz in ihrer Gier gezügelt werden konnten. Am bekanntesten ist hier wohl die von Plinius in seinen Briefen beschriebene Anklage gegen Marcus Priscus, den Statthalter von Africa. Plinius und Tacitus klagten hier gegen den Statthalter und behaupten übereinstimmend, dass der Angeklagte auch strafrechtliche Konsequenzen zu fürchten hatte.
Das Verfahren entsprach der üblichen Vorgehensweise bei Gerichtsprozessen: Je zwei Senatoren waren für Anklage bzw. Verteidigung zuständig. Nach einem dreitägigen Prozess hielten alle vier Betreffenden ihre Abschlussrede. Danach wurden von den Konsuln und Prokonsuln verschiedene Strafen zur Debatte gestellt. Schlussendlich wurde mit einer Abstimmung über den Angeklagten geurteilt.
Die Anklage wegen maiestas ist weniger gut bekannt. Tatsächlich war der Begriff des Hochverrats bei den Römern extrem weit auslegbar; seit Augustus galt auch und vor allem die Beleidigung des Kaisers als ein Vergehen gegen die „Majestät“ des Staates. Der Senat urteilte über Fälle, deren Bandbreite von einem bewaffneten Putsch bis hin zu der Mitnahme einer Münze (mit dem kaiserlichen Porträt darauf) auf die Toilette oder dem Verkauf einer Kaiserstatue reichen konnte. Theoretisch konnte fast jeder wegen Hochverrats angeklagt werden, sofern sich ein Ankläger fand, was unter anderem zu den Schrecken der Hochverratsprozesse unter Tiberius oder Nero führte, bei denen Hunderte umgebracht wurden, während es als Zeichen eines „guten“ Kaisers galt, solche Anklagen nicht zuzulassen, Senatoren zu verschonen oder zumindest den Senat über ihr Schicksal entscheiden zu lassen. Dabei sollte man bedenken, dass Majestätsprozesse stets ein Mittel innersenatorischer Konkurrenz waren – schließlich waren es nie die Herrscher, die Anklage erhoben, sondern Senatoren oder römische Ritter, die im Falle einer Verurteilung zudem auf einen Großteil des Vermögens der Beschuldigten hoffen durften. Mit dem Ende des Prinzipats verschwanden auch die Majestätsprozesse, doch noch in der Spätantike gewährten einige Kaiser den Senatoren mitunter das Recht, über des Hochverrats angeklagte Standesgenossen zu Gericht zu sitzen – doch war dies nur mehr eine freundliche Geste des Herrschers. In solchen Fällen berief man nun meist das „Fünfmännergericht“ (iudicium quinquevirale) ein, das aus dem Stadtpräfekten und vier weiteren Senatoren bestand und beispielsweise den Prozess gegen Boethius durchführte.
In zivilrechtlichen Angelegenheiten hatte der Senat bereits in der Republik gewisse Gerichtsbarkeitsmöglichkeiten, die in der Kaiserzeit ein wenig erweitert werden konnten. Jedoch ist in der späten Republik auch ein Fall bekannt, als vor dem Senat ein Hochverratsprozess durchgeführt wurde: Als Lucius Sergius Catilina mit seinem Putschversuch gescheitert war, wurde im Senat über ihn geurteilt. Verschiedene hohe Politiker, so Gaius Iulius Caesar, prangerten das als unrechtmäßig an und konnten die Hinrichtung der Catilinarier zwar so nicht verhindern, aber dem verantwortlichen Konsul Cicero später erhebliche Schwierigkeiten machen.